# Skyvee

## Introdução
O Skyvee é um desktop virtual multi-plataforma e de código-aberto criado em 2019 que substitui a interface e aplicações do sistema operativo sem alterando o mesmo. O Skyvee mantém os ficheiros do utilizador e as suas aplicações na Cloud, de forma a que possam ser visitados e editados a partir de qualquer dispositivo com ligação à Internet.
O Skyvee é um conjunto de serviços que seguem a seguinte lista:
- Skyvee Desktop
- mySkyvee
- Loja de Aplicações

As aplicações do Skyvee são criadas com o seu código nativo: uma variação de JavaScript com funções específicas oferecidas pelo próprio software.

## Skyvee Desktop
O Skyvee é utilizado através de um ficheiro executável que pode ser transferido a partir do website oficial. O Skyvee Desktop está disponível para sistemas operativos superiores a macOS 10.9, Windows 7 ou Ubuntu 12.04. A partir deste ficheiro o utilizador tem acesso ao ambiente gráfico oferecido pelo Skyvee onde poderá ter uma experiência simulada de um sistema operativo independente daquele que tem instalado no seu computador.

## mySkyvee
O serviço mySkyvee contém todas as contas de utilizador e os ficheiros/aplicações que estes tenham armazenados na Cloud. Um utilizador que possua o Skyvee Desktop poderá visitar a sua conta mySkyvee em qualquer dispositivo e ter acesso aos seus ficheiros e aplicações adaptadas no local.

## Loja de Aplicações
Todos os programas oferecidos pelo Skyvee estão disponíveis na Loja de Aplicações, uma aplicação nativa pré-instalada com o Skyvee Desktop. Este serviço contém aplicações de terceiros que podem ajudar o utilizador nas suas necessidades de dia-a-dia ou profissionais. Qualquer utilizador do Skyvee Desktop tem direito a criar aplicações e publicá-las neste serviço após aprovação.